# アオガエル科
アオガエル科（アオガエルか、Rhacophoridae）は、両生綱無尾目に属する科。模式属（タイプ属）はRhacophorus属。

## 分布
サハラ砂漠以南のアフリカ大陸、南アジアから東南アジア、中華人民共和国、日本

## 形態
上顎に歯がある。指趾の間には、水かきが発達する種が多い。指趾の先端には吸盤が発達した種が多い。
幼生の肛門は、体の右側に開口する。

## 分類
以下の分類は、Amphibian Species of the World(Ver. 6.1)に従う。属和名は日本爬虫両棲類学会(2020)に従う。
- カジカガエル亜科 Buergeriinae[3]
  - カジカガエル属 Buergeria

- アオガエル亜科 Rhacophorinae[3]
  - Beddomixalus
    - Beddomixalus bijui

  - Chirixalus
  - Chiromantis
  - Feihyla
  - Ghatixalus
  - Gracixalus
  - アイフィンガーガエル属 Kurixalus - アイフィンガーガエルなど
  - Leptomantis
  - Liuixalus
  - Mercurana
    - Mercurana myristicapalustris

  - Nasutixalus
  - Nyctixalus
  - Philautus
  - シロアゴガエル属 Polypedates - シロアゴガエルなど
  - Pseudophilautus
  - Raorchestes
  - Rhacophorus
  - Taruga
  - Theloderma
  - アオガエル属 Zhangixalus - オキナワアオガエル・シュレーゲルアオガエル・モリアオガエル・ヤエヤマアオガエル・アマミアオガエルなど

## 生態
樹上棲の種が多いが、水棲の種もいる。
繁殖様式は卵生。多くの種が止水域の周辺に、泡に包まれた卵塊を産む。一方で流水域の水中に産卵したり、卵の中で卵黄を吸収して成長し自由遊泳する幼生期間を経ずに幼体が孵化する（直接発生）する種もいる。